# Tryton (muzyka)
Tryton – w muzyce odległość między dwoma dźwiękami (interwał), wynosząca trzy całe tony (stąd nazwa, łac. średniowieczne tritonus znaczy: złożony z trzech dźwięków), w szeregu diatonicznym są to dźwięki f – h. W harmonii klasycznej tryton jest uważany za dysonans i wymaga rozwiązania na sekstę małą (lub sekstę wielką w tonacji molowej), gdy trytonem jest kwarta zwiększona (f – h) lub tercję wielką (lub tercję małą w tonacji molowej) gdy trytonem jest kwinta zmniejszona (h – f). Interwał trytonu w przewrocie (czyli gdy dźwięk niższy przeniesiemy oktawę w górę ponad wyższy dźwięk, który w wyniku tego staje się podstawą) jest również trytonem.
Wbrew popularnej legendzie, w dawnej muzyce kościelnej używanie trytonu nie było zakazane. Określenie diabolus in musica (dosłownie „diabeł w muzyce”) zostało po raz pierwszy użyte przez Johanna Josepha Fuxa w jego rozprawie o kontrapunkcie Gradus ad Parnassum w roku 1725. Pełne zdanie brzmi tam „mi contra fa diabolus in musica est”, odnosi się więc nie tylko do kwinty zmniejszonej i kwarty zwiększonej, ale też do kwarty zmniejszonej, i zwiększonej lub zmniejszonej oktawy. Interwały te były dysonansami, jednak w odpowiednich kontekstach były wykorzystywane.
Niektórzy kompozytorzy wykorzystują jednak ten interwał właśnie ze względu na diaboliczne skojarzenia, np. Giuseppe Tartini w Sonacie z diabelskim trylem. Również we współczesnej muzyce rozrywkowej interwał ten jest używany szczególnie często w muzyce ilustrującej filmy kryminalne oraz w metalu.
| Nazwa                                        | Opis | Przykład |
| -------------------------------------------- | --- | -------- |
| Tryton Posłuchaj: melodycznieⓘ harmonicznieⓘ | Tryton to interwał o rozmiarze trzech całych tonów. Trytonem jest więc kwarta zwiększona lub kwinta zmniejszona (zależnie od tego, między którymi stopniami jest zawarty). Występuje naturalnie w szeregu zasadniczym (f-h). Jest dysonansem. | Tryton   |